# Congrès yéménite pour la réforme
Le Congrès yéménite pour la réforme (en arabe : التجمع اليمني للإصلاح, at-Tajammu’u al-Yamanī lil-Īṣlāḥ), fréquemment dénommé Al-Islah, est le principal parti d'opposition au Yémen durant le mandat d'Ali Abdallah Saleh. 
Ses origines remontent au Front islamique, une milice affiliée aux Frères musulmans financée par l’Arabie saoudite pour combattre le Front démocratique national d'obédience marxiste. Il s'agit du deuxième parti le plus important du pays après le Congrès général du peuple, dont est issu l'actuel président, Abdrabbo Mansour Hadi. Le parti possède également une branche armée.

## Histoire
Le parti a été créé le 13 septembre 1990 à Sanaa par le cheikh tribal Abdallah ibn Hussein al-Ahmar et le chef religieux Abdelmajid Al-Zindani, par ailleurs fondateur de l'université Al-Iman (« la foi »), connue pour son rôle dans la promotion du djihad.
Les origines d'Al-Islah remontent au système d'enseignement parallèle, les « Instituts scientifiques » (Ma'âhid 'ilmiyya), financés par l'Arabie saoudite et vecteurs de l'islam wahhabite au Yémen depuis les années 1970. Le parti s'est construit sur la convergence des influences de trois acteurs : l'Arabie saoudite, les Frères musulmans - notamment par l'arrivée, dès la fin des années 1960, de nombreux professeurs égyptiens, syriens et soudanais souvent marqués par leur idéologie transnationale sunnite - et les tribus. 
Les milices d'Al-Islah sont utilisées par le président Ali Abdallah Saleh pour écraser l’insurrection indépendantiste du Yémen du Sud lors de la guerre civile de 1994. L'Arabie saoudite, qui soutenait les indépendantistes, met dès lors fin au soutien financier qu'elle apportait à Al-Islah.
Aux élections législatives du 27 avril 2003, il a remporté 22,6 % des suffrages et 46 des 301 sièges de la Chambre des députés. 
Le système politique autoritaire mis en place par le président Saleh ne lui permet pas d’obtenir plus d'une cinquantaine des 301 sièges du Parlement. Il est à la fois opposé au gouvernement qu'il considère comme pro-occidental et à l'insurrection houthiste.
L'influence du parti au sein des institutions s'accroit après les manifestations de 2011 qui ont conduit à la chute du régime de Saleh. Al-Islah tient une place prépondérante au sein du pouvoir yéménite, et le général Ali Mohsen al-Ahmar, représentant du courant islamiste au sein de l'armée, devient l'homme fort du pays jusqu'à la prise de Sanaa par les Houthis en 2014.
L'entrée en guerre contre les Houthis en 2015 d'une coalition menée par l'Arabie saoudite, qu'Al-Islah est d'abord réticent à soutenir, entraine des arrestations de membres du parti par les Houthis. Face à la répression dont il fait l'objet, le parti islamiste annonce son soutien à l'opération militaire saoudienne.
En mars 2014, le parti est ajouté à la liste des organisations terroristes de l'Arabie saoudite. Cependant le roi Salmane ben Abdelaziz Al Saoud, arrivé au pouvoir en 2015, se montre plus conciliant envers les Frères musulmans que son prédécesseur, le roi Abdallah ben Abdelaziz Al Saoud,. L'Arabie saoudite commence alors à fournir des armes à Al-Islah en 2015. 
En revanche les Émirats arabes unis demeurent résolument hostiles au mouvement,. En octobre 2015, après son ajout à la liste antiterroriste des Émirats arabes unis pour appartenance à la confrérie des Frères musulmans, Al-Islah se retire de la guerre civile,,. Les activités du parti sont interdites dans les régions du Sud contrôlées par les milices soutenus par les Émirats. Ses dirigeants vivent désormais en exil à Istanbul. Le 11 octobre 2017, dix membres d'Al-Islah, qui ont été retrouvés chez eux avec des explosifs, sont arrêtés à Aden après un attentat ayant coûté la vie à un prédicateur pro-émirati. Des dizaines de cadres et de simples militants d'Al-Islah ont été assassinés dans le sud du Yémen, principalement entre 2016 et 2018, par des mercenaires américains recrutés par les Émirats arabes unis. Cette stratégie d'assassinats ciblés s’est accompagnée de nombreuses autres violations des droits humains, et notamment de la systématisation de la torture à l’intérieur de centres secrets disséminés dans les zones sous contrôle émirati. Ces assassinats ont été faussement attribués aux Houthis et à des règlements de comptes internes à Al-Islah avant qu'une enquête de la BBC publiée en 2024 ne révèle les véritables commanditaires et l'implication d'une société de mercenariat israélienne, Spear Operations Group, dont les recrues sont principalement d'anciens militaires américains.
La branche armée d'Al-Islah lance en mai 2020 une offensive pour reprendre aux séparatistes - avec lesquels elle coopérait jusqu'alors - des positions dans le sud du pays.

## Publications
Le parti détient deux grands médias, Al Sahwa, un quotidien en langue arabe, et Suhail TV. Ce dernier est détenu par Hamid al-Ahmar, un proche du fondateur du parti.